# Heliconius bouqueti
Heliconius bouqueti är en fjärilsart som beskrevs av Nöldner 1901. Heliconius bouqueti ingår i släktet Heliconius och familjen praktfjärilar. Inga underarter finns listade i Catalogue of Life.